# Hjerting Sogn (Esbjerg Kommune)
Hjerting Sogn ist eine Kirchspielsgemeinde (dän.: Sogn) an der Nordseeküste im südlichen Dänemark. Bis 1970 gehörte sie zur Harde Skast Herred im damaligen Ribe Amt, danach zur Esbjerg Kommune im erweiterten Ribe Amt, die im Zuge der  Kommunalreform zum 1. Januar 2007 in der „neuen“  Esbjerg Kommune in der Region Syddanmark aufgegangen ist.

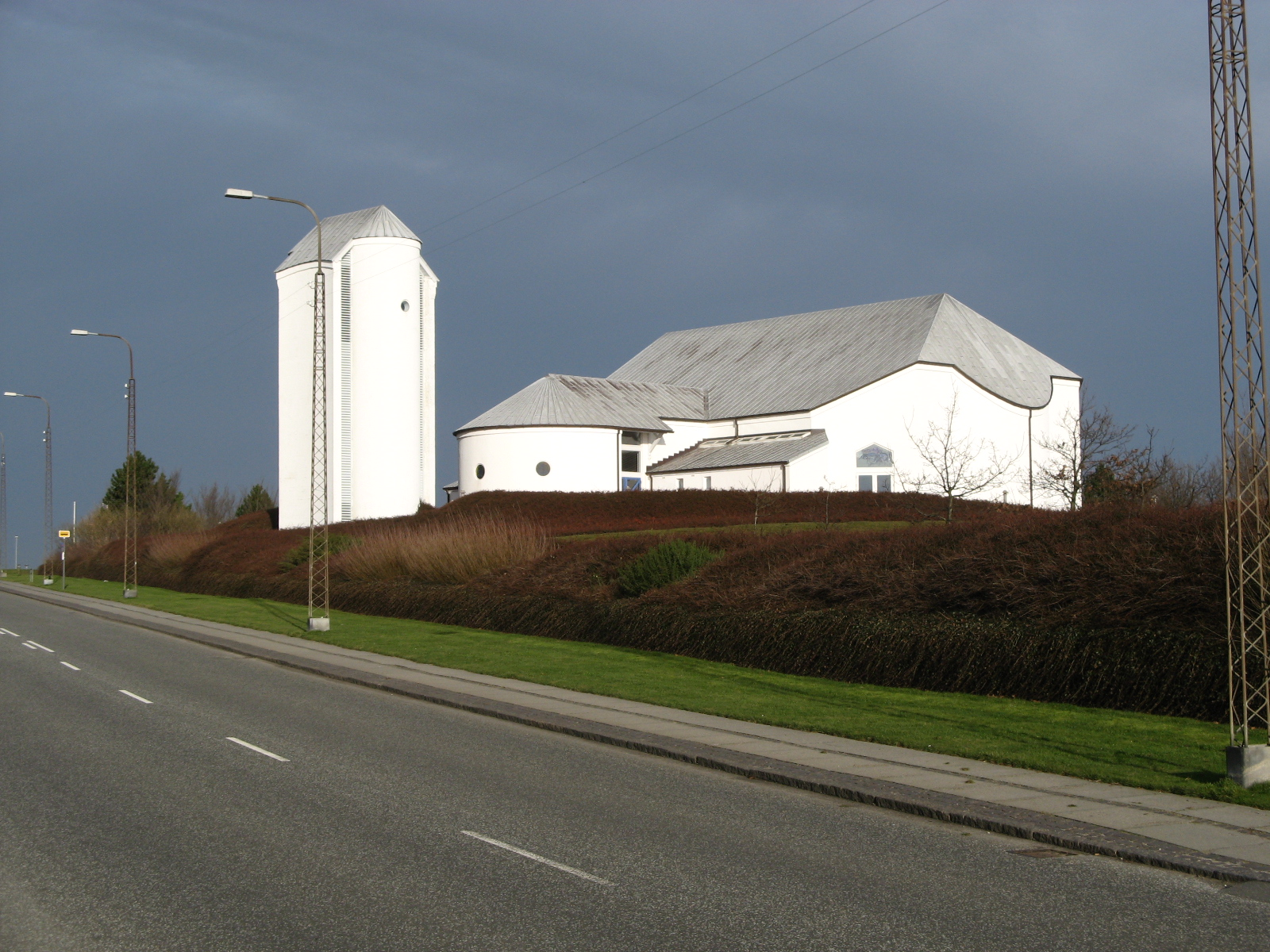
Hjerting Kirke

Im Kirchspiel leben 7496 Einwohner (Stand:1. Januar 2023). Im Kirchspiel liegt die Kirche „Hjerting Kirke“.
Nachbargemeinden sind im Norden Hostrup, im Osten Guldager und im Südosten Sædden.